# Grosseto
Grosseto es un municipio italiano, capital de la provincia de Grosseto, en la región de la Toscana. Tiene una población de 81 488 habitantes (2021), lo que la convierte en la ciudad más populosa de la Maremma. 
La ciudad se encuentra a unos catorce kilómetros del mar Tirreno. El municipio incluye las fracciones de Marina di Grosseto, Roselle, Principina a Mare, Principina Terra, Montepescali, Braccagni, Istia d'Ombrone, Batignano, Alberese y de Rispescia.
Destacan su catedral, de finales del siglo XIII, y las murallas de la ciudad, que se remontan al siglo XVI.

## Historia
Los orígenes de Grosseto se remontan a la Plenitud de la Edad Media. Se mencionó por primera vez en 803 como un feudo de los Condes Aldobrandeschi, en un documento que registra la asignación de la iglesia de San Jorge a Ildebrando degli Aldobrandeschi, cuyos sucesores fueron condes de la Marca Grossetana hasta el final del siglo XII.
Grosseto creció en importancia, debido a la declinación de Rusellae y Vetulonia hasta que fue una de las principales ciudades toscanas. En 1137 la ciudad fue sitiada por las tropas alemanas, conducidas por el duque Enrique X de Baviera, enviado por el emperador Lotario II para restablecer su autoridad sobre los Aldobrandeschi. Al año siguiente, el obispado de Roselle fue trasladado a Grosseto.
En 1151 los ciudadanos juraron lealtad a la República de Siena, y en 1222 los Aldobrandeschi dieron a los Grossetani el derecho de tener su propio podestà, junto con tres concejales y cónsules. En 1244 la ciudad fue reconquistada por los sieneses, y sus poderes, junto con todos los privilegios imperiales de Aldobrandeschi, fueron trasladados a Siena por la orden del vicario imperial. Después Grosseto compartió la fortuna de Siena. Se convirtió en un bastión importante, y la fortaleza (rocca), las paredes y bastiones todavía se puede ver.
En 1266 y en 1355, Grosseto trató en vano de ganar la libertad de la soberanía de Siena. Mientras que los partidos Güelfos y gibelinos lucharon por el control de esa ciudad, Umberto y Aldobrandino Aldobrandeschi intentaron recuperar Grossetto para su familia. Sin embargo, los ejércitos de Siena fueron victoriosos, y en 1259 nombraron un podestà de su ciudad. Pero Grosseto ganó su libertad y en el año siguiente y luchó junto a las fuerzas florentinas en la batalla de Montaperti.
Durante los ochenta años siguientes, Grosseto volvió a ser ocupado, devastado, excomulgado por el papa Clemente IV, liberado en una república dirigida por María Scozia Tolomei, sitiada por el emperador Luis IV y por el antipapa Nicolás V en 1328, hasta que finalmente sometió a su más poderoso vecino, Siena.
La Peste negra de 1348 golpeó fuertemente a Grosseto y en 1369 su población se había reducido a unas cien familias. Su territorio, por otra parte, fue frecuentemente devastado, especialmente en 1447 por Alfonso V de Sicilia y en 1455 por Jacopo Piccinino.
La regla de Siena terminó en 1559, cuando Carlos V entregó todo el ducado a Cosme I de Médici, primer gran duque de Toscana. En 1574 se inició la construcción de una línea de muros defensivos, que todavía hoy están bien conservados, mientras que la llanura pantanosa circundante fue drenada. Grosseto, sin embargo, siguió siendo un pueblo menor, con solo 700 habitantes a principios del siglo XVIII.
Bajo el gobierno de la Casa de Lorena, Grosseto floreció. Se le dio el título de la capital de la nueva provincia de Maremma.

## Demografía
| Gráfica de evolución demográfica de Grosseto entre 1861 y 2011 |
|                                                                |
| Fuente ISTAT - elaboración gráfica de Wikipedia                |

## Transporte

### Tren
La ciudad es atravesada por la línea de ferrocarril Pisa-Livorno-Roma que conecta Génova con la capital y es el punto de llegada y salida de la línea única línea Grosseto-Monte Antico-Siena, donde continúa hacia el norte hasta Empoli, Florencia y este a Chiusi.
Las estaciones de ferrocarril en Grosseto son:
- Estación ferroviaria de Grosseto, está situada a lo largo de la línea Pisa-Livorno-Roma, es el término de Monte Antico-Siena-Grosseto. Es la principal estación de tren de la ciudad, que sirve el centro de la ciudad y el área urbana.
- Estación de Montepescali, está situada en el límite norte del municipio, en el punto de bifurcación entre la línea de ferrocarril Pisa-Livorno-Roma y Siena-Monte Antico Grosseto.
- Estación de Alberese, está situada a lo largo del ferrocarril Pisa-Livorno-Roma a los límites meridionales del área municipal.
- Estación de Rispescia (Ahora en desuso), estaba situada cerca del pueblo de Rispescia y era un lugar de parada ocasional para los trenes regionales.

### Autobuses
El servicio de autobús local en Grosseto está gestionado por la Rama Mobilità. Los autobuses interurbanos parten de la estación de autobuses principal en la plaza Marconi. También hay varios servicios de autobuses que van de la ciudad a Florencia, Siena y otras ciudades de la Toscana.

### Transporte marítimo
La ciudad tiene un muelle turístico moderno fue inaugutada en 2004 en la localidad costera de Marina di Grosseto, en la desembocadura del Canal de San Rocco. Para el tráfico de pasajeros en el rango medio, la referencia del puerto es el Porto Santo Stefano (40 km), con ferry sólo para las Isla del Giglio y Giannutri.

### Aeropuerto
Grosseto y la Maremma son servidos por el aeropuerto de Baccarini, situado a medio camino entre la capital y Marina di Grosseto. La infraestructura es un aeropuerto militar que también se utiliza como un aeropuerto comercial por vuelos civiles de la carta y aviones privados.
En cuanto a vuelos nacionales e internacionales, los aeropuertos de referencia son el Aeropuerto de Florencia, Pisa y Fiumicino. Los tres aeropuertos se encuentran a unos 150 kilómetros de la capital de la Maremma.

## Deporte
Grosseto ha disfrutado de una larga tradición en el deporte. El béisbol y el fútbol son quizás los más populares en Grosseto. Sin embargo, otros deportes como el fútbol americano, cricket, carrera de caballos y atletismo también son ampliamente practicados.
La sociedad principal del béisbol de los hombres en Grosseto se llama Bbc Grosseto Orioles (también conocido por su nombre patrocinado de Montepaschi). Grosseto participa en el más alto del nivel de juego en Italia, Serie A1, y ganó el campeonato nacional en 1986, 1989, 2004 y 2007. El equipo ganó la Copa Europea de Béisbol en 2005. El Montedeipaschi Grosseto disputa sus partidos como local en el estadio Roberto Jannella.
El F.C. Grosseto fue fundado en 1912. Ha participado en el Campeonato Nacional de Fútbol en la Serie B (la segunda división de las ligas de fútbol italiano) desde la temporada 2007-2008. El club de fútbol de los EE. UU. Grosseto acoge sus juegos en el Estadio Olímpico Comunal Carlo Zecchini.
Otros equipos importantes son el Maremma Cricket Club (Serie A) y la American Football Condor Grosseto (Serie B).
La carrera de caballos es de considerable importancia, con varias carreras a lo largo del año que, en verano, a menudo tienen lugar por la noche. La instalación deportiva en donde se juegan las distintas carreras es el hipódromo de Casalone, situado al sur de la ciudad, al comienzo de la carretera que conduce a Principina a Mare.
La ciudad es también un centro importante para el atletismo: Estadio Olímpico Comunal Carlo Zecchini ha acogido de hecho el Campeonato Europeo de Atletismo Sub-20 en 2001 y el Campeonato Mundial de Atletismo Sub-20 en 2004.
Grosseto en 2006 fue también la sede del Campeonato Mundial de Esgrima Militar.

## Ciudades hermanadas
Grosseto está hermanada con las siguientes ciudades:
- Birkirkara (Malta)
- Cottbus (Alemania)
- Dimitrovgrad (Bulgaria)
- Kashiwara (Japón)
- Montreuil (Francia)
- Narbona (Francia)
- Palio de Siena (Italia)
- Saintes-Maries-de-la-Mer (Francia)
- Shymkent (Kazajistán)
- Santa Cruz de la Sierra (Bolivia)